# Museum Flucht – Vertreibung – Ankommen Erbendorf

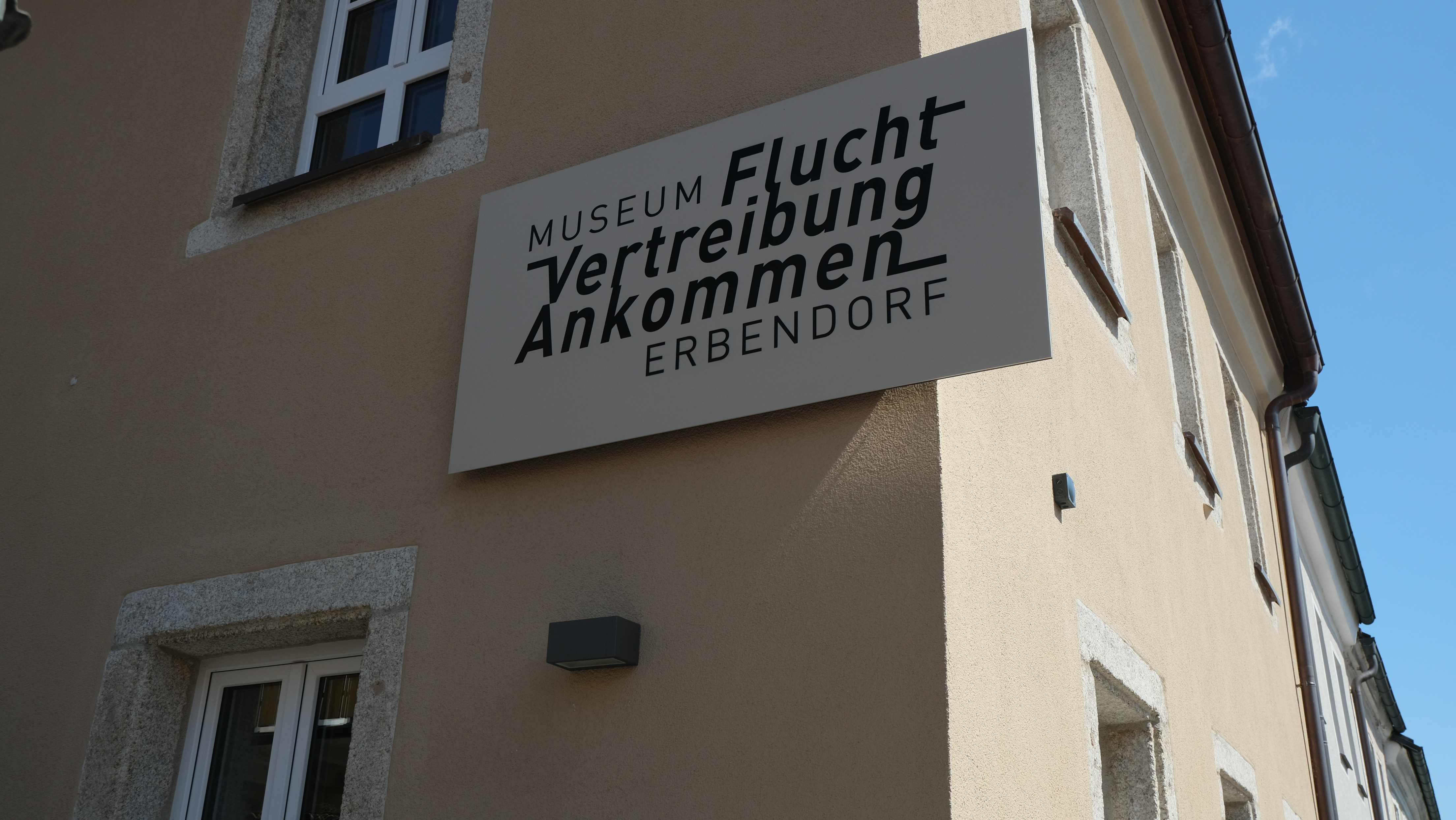
Museumsgebäude mit Museumslogo

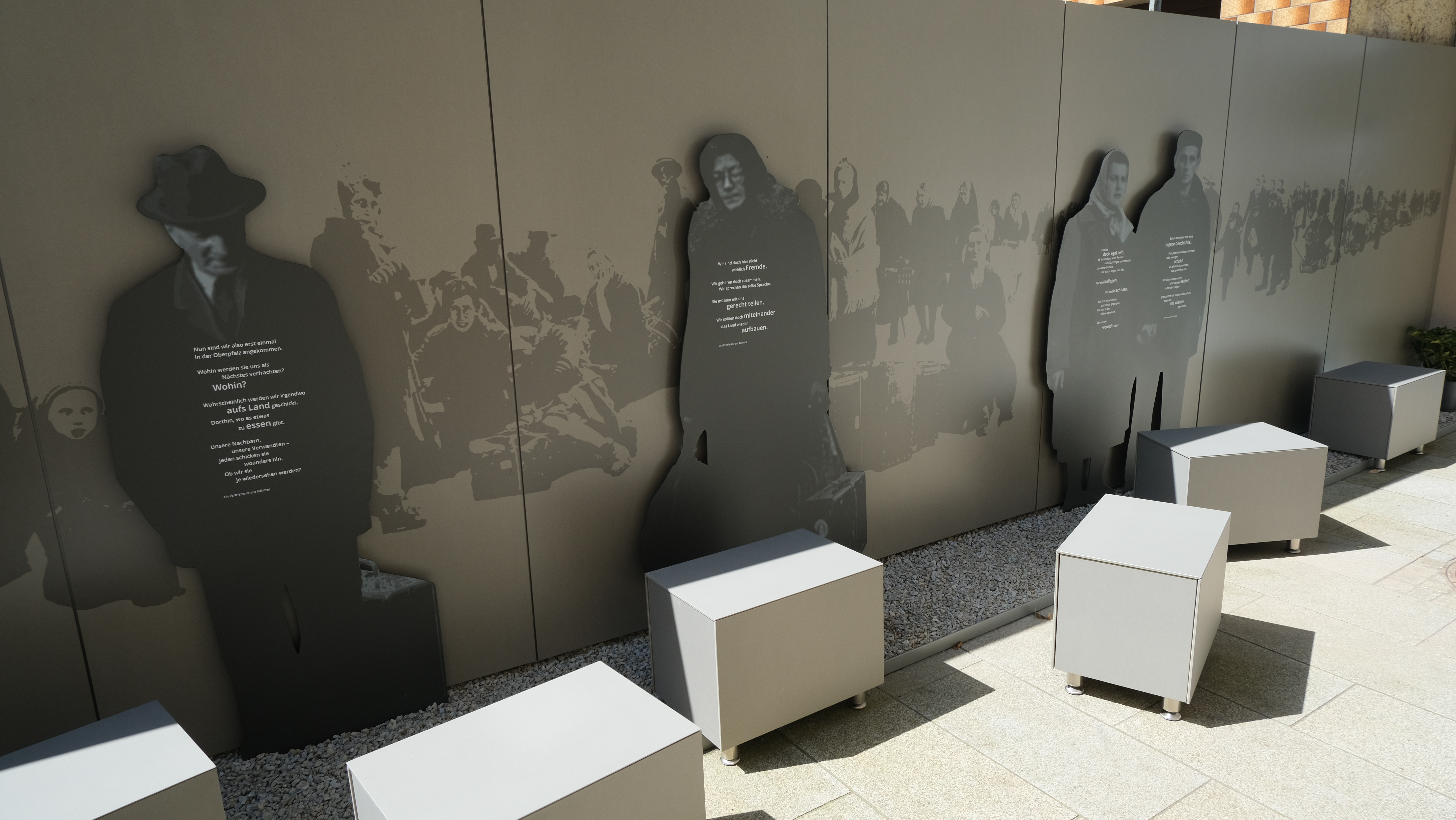
Eingangsbereich des Museums mit Silhouetten von Menschen auf der Flucht

Das Museum Flucht-Vertreibung-Ankommen in Erbendorf in Bayern beschäftigt sich mit der Migration und Integration in der nördlichen Oberpfalz ab 1920 bis in die Gegenwart. Es wurde am 19. April 2023 eröffnet. Museumsträger ist die Stadt Erbendorf.

## Beschreibung
Das Museumsgebäude trägt den Hausnamen Noglschmied und wurde nach dem Stadtbrand von 1832 errichtet. Bis in die 1980er-Jahre betrieb der letzte Bewohner des Hauses Hans Banrucker dort seine Schmiedewerkstatt. Im Erdgeschoss ist noch die originale Schmiedeesse erhalten geblieben. Die Einrichtung der ehemaligen Schmiede kann im benachbarten Heimat- und Bergbaumuseum Erbendorf besichtigt werden.
Die Dauerausstellung erzählt mit Hilfe persönlicher Geschichten, wie Menschen in die nördliche Oberpfalz gekommen sind oder sie meist unfreiwillig verlassen mussten. Ausgangslage sind die gesellschaftlichen Umbrüche und die Auswirkungen durch die industrielle Revolution sowie die französische Revolution. Menschen verließen die nördliche Oberpfalz, um in den Städten oder dem Ausland ihr Glück zu versuchen. Der Rassismus und die Gleichschaltung während der Zeit des Nationalsozialismus und die Unterdrückung, Ausgrenzung und Ermordung einzelner Bevölkerungsgruppen sind Thema im Museum. Der Zweite Weltkrieg war Ursache für Millionen von Flüchtlingen und Displaced Persons. Ihre Schicksale werden anhand von Beispielen in der Dauerausstellung erzählt.
Die nördliche Oberpfalz war Ziel vieler Vertriebener aus der Tschechoslowakei, die ihre Heimat in den ehemals deutsch besiedelten Regionen des heutigen Tschechiens verloren hatten. Das Museum erzählt, wie sie ankamen und eine neue Heimat fanden. Mit Zeitzeugeninterviews verweist das Museum bis in die Gegenwart, beispielsweise anhand von Flüchtlingen aus der Ukraine infolge des russischen Überfalls auf die Ukraine seit 2022.
Das Museum ist Teil des Museumsverbundes das zwoelfer - Museen im Landkreis Tirschenreuth.